# أختكارسبيلن
أختكارسبيلن Achtkarspelen  بلدية تقع في الشمال الهولندي.

## طوبوغرافيا
خريطة طوبوغرافية هولندية لبلدية أختكارسبيلن، يونيو 2015، (تقرأ بعد ثلاث نقرات على الخريطة)